# Forces Martiniqueses de Progrés
Forces Martiniqueses de Progrés (FMP) és un partit polític de Martinica de dreta moderada que creat després d'una junta general celebrada el 26 d'agost de 1998. El seu president és des del 4 de maig de 2008 André Lesueur, alcalde de Rivière-Salée i conseller general. El secretari general de és Miguel Laventure, conseller regional i regidor de Fort-de-France.

## Ideologia
L'objectiu del partir és aplegar tots els martiniquesos partidaris dels valors republicans de llibertat, solidaritat, responsabilitat i democràcia amb mentalitat compromís de Martinica amb França, mantenint la qualitat de martiniquesos francesos, o sia, europeus que pertanyen a l'espai caribeny, amb tots els drets i beneficis resultants. Són favorables a una evolució institucional dins el marc de l'article 73 de la Constitució francesa.

## Presència institucional
A les eleccions regionals de 2004, la llista de FMP dirigit per Miguel Laventure arribà a la segona ronda amb 21.227 vots (15,24%). La FMP va obtenir 4 escons al Consell Regional de Martinica.
La FMP té 3 consellers generals (Andre Lesueur, Eric Hayot, Andre Charpentier), 4 consellers regionals (Miguel Laventure, Anicet Turinay, Françoise Rose-Rosette Claudine i Jean-Theodore) i 3 alcaldes (Andre Lesueur de Rivière-Salée, Eric Hayot de Saint-Esprit i André Charpentier de Basse-Pointe).
El conseller general d'André Charpentier és el president de la Comissió d'Educació i Tecnologia de la Informació i la Comunicació al Consell General de Martinica.